# الإذاعة في اليمن
الإذاعة في اليمن بدأ البث الإذاعي في اليمن في أربعينيات القرن الماضي عندما كان البريطانيون لا يزالون يحتلون عدن وكان وقتها اليمن مقسماً وكان الإماميون من يحكمون وقتها، بعد وحدة اليمن في عام 1990م قامت الحكومة اليمنية بإصلاح مؤسساتها وأنشأت بعض القنوات الإذاعية الإضافية التي يمكن أن تبث محليًا. لكن البث الإذاعي تراجع بعد عام 1994 بسبب تدمير البنى التحتية بسبب الحرب الأهلية. وفي عام 1995 بدأت أول بث تلفزيوني لها في الخارج ومنذ ذلك الحين كان هناك زيادة تدريجية في عدد القنوات الإذاعية والتلفزيونية.

## نبذة تاريخية

### جنوب اليمن
أنشأ الجيش البريطاني محطة إذاعية صغيرة في رأس برادلي في منطقة التواهي في عدن عام 1940. وكان الغرض الأساسي منها هو تقديم أخبار عسكرية عن الحرب العالمية الثانية، بالإضافة إلى معلومات حول التحوط من الغارات الجوية.
- تم إنشاء إذاعة عدن في 7 أغسطس 1954.
- تأسست إذاعة المكلا في عام 1967،
- تأسست إذاعة سيئون في عام 1973.
- تم إنشاء الخدمة التلفزيونية في عام 1963 بالأبيض والأسود، بينما بدأ الإرسال الملون في 8 مارس 1981.

### شمال اليمن
- تأسست إذاعة صنعاء في يناير 1946 لكنها أغلقت بعد عامين، واستؤنفت في عام 1955.
- إنشاء محطة إذاعية محلية في تعز في عام 1963.
- إنشاء محطة إذاعية محلية في الحديدة في عام 1969.
- بدأت خدمة القنوات التلفزيونية في البث في عام 1975 بالأبيض والأسود، بدأ البث في الشمال عام 1979.

### اليمن
توحد اليمن في عام 1990 مما أدى إلى اندماج السلطات والشركات الجنوبية والشمالية. وقد أدى ذلك إلى إصلاح إذاعة المكلا، كما تم تحسين إذاعة الحديدة.
- تأسست إذاعة حجة في وقت لاحق في عام 2004.
- تأسست محطتا صدى وإب في عام 2007.

كما انضمت قنوات تلفزيون اليمن إلى القنوات الفضائية على عربسات ونايل سات وبعض الأقمار الصناعية الأخرى في السنوات التي تلت عام 1995.

## قائمة القنوات الإذاعية اليمنية
| اسم الإذاعة              | مركز البث | تاريخ الانشاء | التردد     |
| ------------------------ | --------- | ------------- | ---------- |
| إذاعة صنعاء              | جبل عيبان | 1946          | 92.50 kHz  |
| إذاعة عدن                | عدن       | 1954          |            |
| إذاعة تعز                | تعز       | 1963          |            |
| إذاعة المكلا             | المكلا    | 1967          |            |
| إذاعة الشباب             | صنعاء     |               | 93.30 kHz  |
| إذاعة إب                 | إب        | 2007          |            |
| إذاعة الاتحادية          | مأرب      | 2019          | kHz 88.10  |
| إذاعة هوا اليمن          | صنعاء     |               | 88.30 kHz  |
| إذاعة ألوان إف إم        | صنعاء     |               | 88.70 kHz  |
| إذاعة يمن ميوزك إف إم    | صنعاء     |               | 90.90 kHz  |
| إذاعة بانوراما اف ام يمن | صنعاء     |               |            |
| إذاعة يمن تايمز          | صنعاء     |               | 91.90 kHz  |
| إذاعة طفولة إف إم        | صنعاء     |               | 92.90 kHz  |
| إذاعة جراند اف ام        | صنعاء     |               | 93.90 kHz  |
| إذاعة ديوان العاصمة      | صنعاء     | 2017          | 89.50 kHz  |
| إذاعة إيرام إف إم        | صنعاء     | 2014          | 94.90 kHz  |
| إذاعة وطن                | صنعاء     |               | 95.50 kHz  |
| إذاعة برق إف إم          | صنعاء     |               | 96.90 kHz  |
| إذاعة صوت الشعب          | جبل عيبان |               | 97.10 kHz  |
| إذاعة القران الكريم      | جبل عيبان |               | 97.70 kHz  |
| إذاعة صوت اليمن إف إم    | صنعاء     |               | 98.10 kHz  |
| إذاعة آفاق إف إم         | صنعاء     |               | 98.70 kHz  |
| إذاعة سام إف إم          | صنعاء     |               | 99.10 kHz  |
| إذاعة المسيرة            | صنعاء     |               | 99.50 kHz  |
| إذاعة يمن إف إم          | صنعاء     |               | 99.90 kHz  |
| إذاعة الهوية             | صنعاء     |               | 100.70 kHz |
| إذاعة طيرمانا إف إم      | صنعاء     |               | 101.10 kHz |
| إذاعة دلتا إف إم         | صنعاء     |               | 101.90 kHz |
| إذاعة صدى                |           | 2007          |            |
| إذاعة حجة                | حجة       | 2004          |            |
| إذاعة الحديدة            | الحديدة   | 1969          |            |
| إذاعة سيئون              | سيئون     | 1973          |            |
| إذاعة سقطرى              | سقطرى     |               |            |
| إذاعة المهرة             | المهرة    |               |            |
| إذاعة أبين               | أبين      |               |            |
| إذاعة شبوة               | شبوة      |               |            |
| إذاعة لحج                | لحج       |               |            |
| إذاعة صعدة إف إم         | صعدة      | 2017          | kHz 99.00  |

## وصلات خارجية
- المؤسسة العامة اليمنية للإذاعة والتليفزيون